# Sirhan Sirhan
Sirhan Bishara Sirhan (Jerusalém, 19 de março de 1944) é um criminoso palestino e assassino confesso do senador Robert F. Kennedy.  

## Assassinato
O senador foi atingido por três tiros no dia 5 de junho de 1968, no hall central do Hotel Ambassador. O assassino encontrava-se na cozinha, onde presumivelmente trabalhava. Num dado momento, deslocou-se até ao local onde o candidato Robert Kennedy já se despedia dos seus correligionários. As suas palavras, no momento, eram de otimismo com a candidatura a presidente dos EUA, no momento em que encerrava o seu discurso para centenas de partidários reunidos em comemoração da sua presumível vitória. A maioria dos convidados já se aglomerava à sua volta. Robert Kennedy já era vitorioso na fragorosa vitória das eleições primárias do Partido Democrata na Califórnia, em sua campanha à presidência dos Estados Unidos. Kennedy morreu na manhã seguinte ao atentado, dia 6 de junho.
Embora, não houvesse prova de que Sirhan participasse em algum grupo palestiniano que lutava contra a ocupação israelita da Palestina, o motivo para assassinar o senador Kennedy teria sido uma retaliação ao apoio incondicional dos Estados Unidos a Israel durante a Guerra dos Seis Dias, em 1967. 
Anos antes do assassinato, escreveu um longo diário, que relatava sua vida pessoal e o plano para matar Robert Kennedy, que ficou conhecido como O Diário de Sirhan Sirhan.

## Julgamento
O promotor principal no caso de Sirhan foi Lynn "Buck" Compton, um veterano da Segunda Guerra Mundial que mais tarde se tornou juíz do Tribunal de Apelações da Califórnia. Sirhan foi condenado à morte na câmara de gás em 1969  mas a pena foi comutada em prisão perpétua enquanto aguardava execução, graças à decisão da justiça da Califórnia de anular todas as sentenças capitais proferidas antes de fevereiro de 1972 abolindo a pena de morte no estado. 
Atualmente Sirhan cumpre pena na penitenciária estadual de Corcoran, na Califórnia onde também estiveram outros presos, como Charles Manson (que faleceu em 20 de novembro de 2017).